# Sauropelta edwardsorum
Sauropelta edwardsorum (Sauropelta: "llangardaix amb escut" del grec sauros/σαυρος, "llangardaix"; i pelte/πελτε, "escut") és una espècie de dinosaure nodosàurid que visqué al Cretaci inferior al que avui en dia és Nord-amèrica. És l'única espècie coneguda del gènere Sauropelta. Anatòmicament, és un dels nodosàurids més ben coneguts, i se n'han recuperat restes fossilitzades als estats nord-americans de Wyoming, Montana i possiblement Utah. També és l'espècie més antiga coneguda de nodosàurid; la majoria de les seves restes s'han trobat a la formació de Cloverly, que data d'entre fa 115 i fa 110 milions d'anys.
Era un nodosàurid de mida mitjana, amb una longitud de cinc metres en els adults. Sauropelta tenia una cua característicament llarga que mesurava més o menys la meitat de la longitud total de l'animal. Tot i que el cos era més petit que el dels rinoceronts negres actuals, Sauropelta pesava més o menys el mateix, uns 1.500 kg. El pes addicional era degut principalment a l'extensa cuirassa òssia, incloent-hi les llargues espines característiques que li sortien del coll.

## Morfologia
Sauropelta era un herbívor quadrúpede robust que mesurava uns cinc metres de longitud. El crani presenta una forma triangular quan es mira des de sobre, amb la part posterior més ampla que el musell puntat. El crani mesura 35 centímetres d'amplada al punt més ample, situat darrere els ulls. A diferència d'altres nodosàurids, el sostre del crani és característicament pla, no en forma de cúpula. Tanmateix, el sostre del crani era molt gruixut i estava cobert per plaques òssies primes fusionades tan pròximament que sembla que no hi ha sutures com les que es veuen en el panoplosaure, el pawpawsaure, el silvisaure i molts altres ancilosaures. De totes maneres, això podria ser un artefacte de preservació o preparació. Com en altres ancilosaures, es projectaven escuts gruixuts i triangulars des de l'os postorbitari, per sobre i per darrere dels ulls, així com l'os jugal al mateix lloc. Com és típic en els nodosàurids, les dents en forma de fulla s'alineaven tant a la mandíbula superior com a la inferior i eren utilitzades per tallar material vegetal. Es desconeix el límit frontal del crani, però podria haver contingut una cresta òssia esmolada (tomi) a l'extrem de les mandíbules superior i inferior, com s'aprecia en altres ancilosaures. Aquesta cresta probablement suportava un bec queratinós.

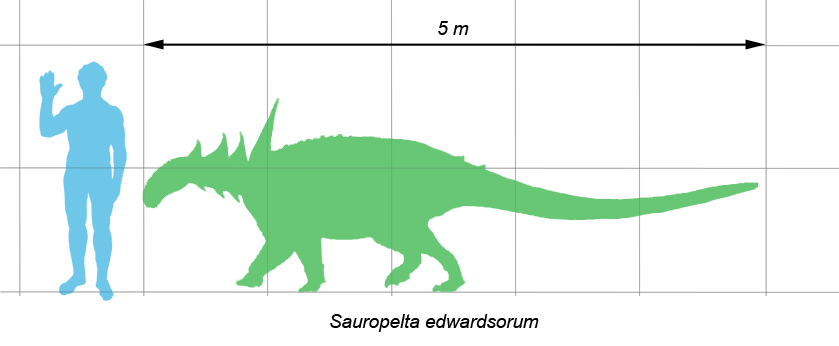
Comparació de la mida de Sauropelta edwardsorum amb la d'un humà.

Sauropelta tenia una cua particularment llarga que mesurava més o menys la meitat de la longitud total del cos. Un dels esquelets conserva catorze vèrtebres caudals, però algunes s'han perdut, cosa que suggereix que el nombre vertader de vèrtebres caudals podria haver excedit les quinze. Unstendons ossificats endurien la cua al llarg de la seva longitud. Com altres ancilosaures, Sauropelta tenia un cos ample, amb una pelvis i una caixa toràcica molt amples. Les potes anteriors eren més curtes que les posteriors, formant una esquena arquejada, amb el punt més elevat situat a sobre els malucs. El peus, extremitats, espatlles i pelvis tenien una constitució robusta per poder suportar un gran pes. El paleontòleg americà Ken Carpenter estimà el pes de S. edwardsorum en 1.500 kilograms.

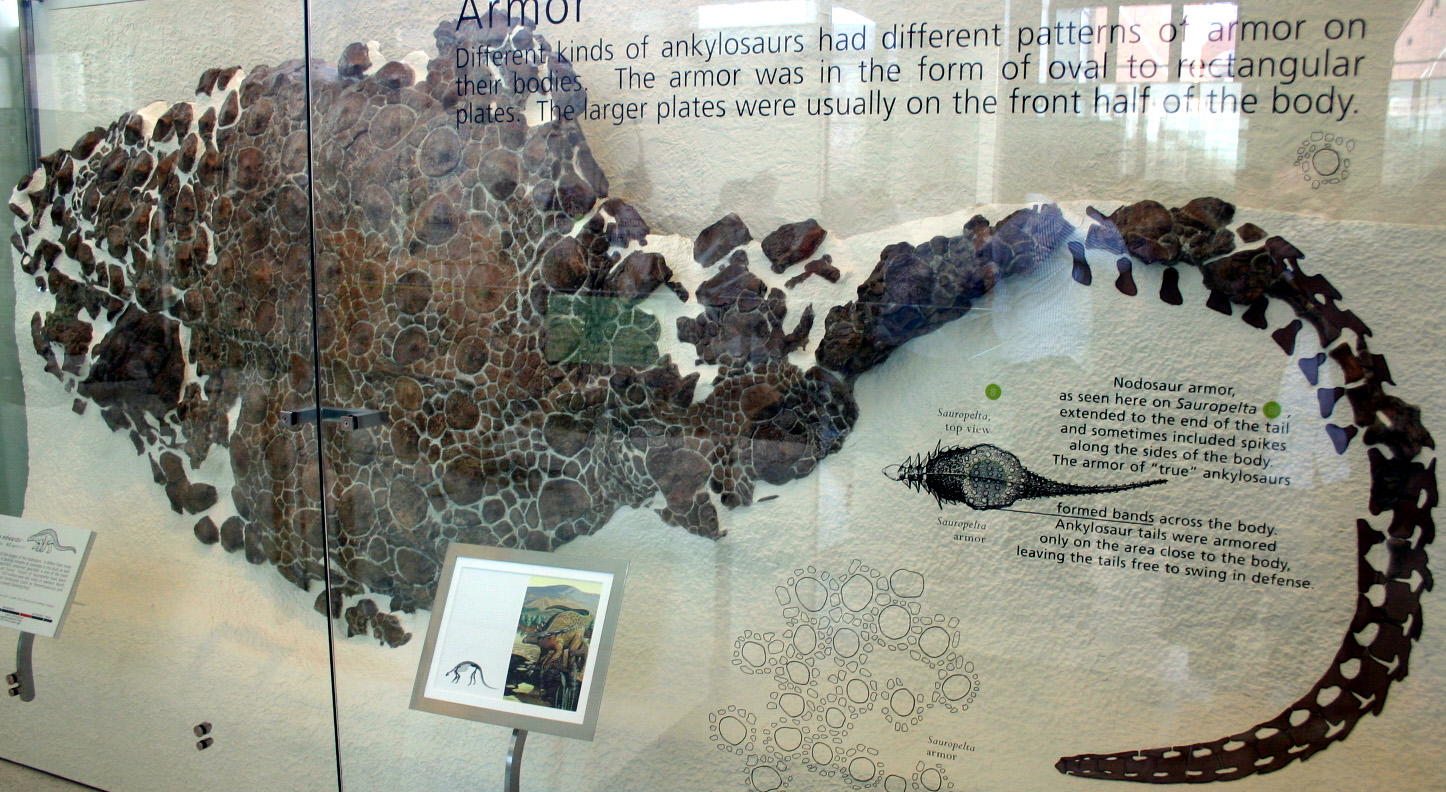
Cuirassa de Sauropelta edwardsorum (AMNH)

Com altres nodosàurids, Sauropelta estava cobert amb una armadura formada per masses òssies incrustades a la pell (ostederms). El descobriment d'un esquelet amb l'armadura òssia preservada in situ permeté a Carpenter i altres científics descriure amb precisió la cuirassa d'aquest dinosaure. Dues files paral·leles d'escuts en forma de cúpula baixaven de la punta del coll al llarg de l'eix anteroposterior. A la superfície superior de l'esquena i de la cua, la pell estava coberta per petits nòduls òssis (ossicles), que separaven les estructures còniques més grans alineades en files paral·leles al llarg de l'eix mediolateral. Per sobre els malucs, els ossicles i les plaques en forma de cúpula més grans estaven molt enllaçades molt estretament formant una estructura anomenada escut sacre. Aquest escut també es troba en ancilosaures com Polacanthus i Antarctopelta. A banda i banda del coll s'alineaven unes espines extremament llargues, la mida de la qual augmentava cap a les espatlles i decreixia de nou al llarg del costat del cos fins a desaparèixer just abans dels malucs. Darrere el maluc, plaques planes i triangulars s'alineen a la cua a ambdues bandes, apuntant cap enfora i decreixent en mida cap a l'extrem de la cua. Carpenter descrigué originalment les espines cervicals i les plaques caudals com pertanyents a una única filera a cada banda, tot i que més recentment ell i Jim Kirkland les han reconstruït en dues fileres paral·leles a cada banda, una sobre l'altra. La filera superior d'espines cervicals apunta cap enrere i cap amunt (posterodorsalment), mentre que la inferior apunta cap enrere i cap als costats (posterolateralment). Les bases de cada parell d'espines cervicals i de cada parell de plaques caudals estaven fusionades, restringint la mobilitat tant del coll com de la part anterior de la cua.

## Classificació i sistemàtica
Sauropelta ha estat reconegut com a membre de la família dels nodosàurids des que John Ostrom el descrigué per primera vegada l'any 1970. Els nodosàurids es troben inclosos en l'infraordre dels ancilosaures juntament amb els ancilosàurids. Els nodosàurids es caracteritzen per alguns trets cranials, incloent-hi la mandíbula inferior, que es corba cap avall al final. En general, els nodosàurids tenen el musell més estret que els ancilosàurids i també manquen de la pesant porra del final de la cua. Els nodosàurids, com altres anquilosàrids, han estat trobats a Nord-amèrica, Àsia i Europa.
Tot i que encara no s'ha establert clarament la sistemàtica dels nodosàurids, els gèneres Sauropelta, Silvisaurus i Pawpawsaurus sovint són considerats com a basals a nodosàurids més recents com Panoplosaurus, Edmontonia i Animantarx. En una anàlisi feta l'any 2001, Carpenter inclogué aquests tres primers gèneres en un clade germà a un grup que contenia els altres tres, tot i que veié que Panoplosaurus podria haver pertanyut a qualsevol dels dos clades que havia delimitat, depenent de quins tàxons i caràcters es triessin.

## Descobriment i nom

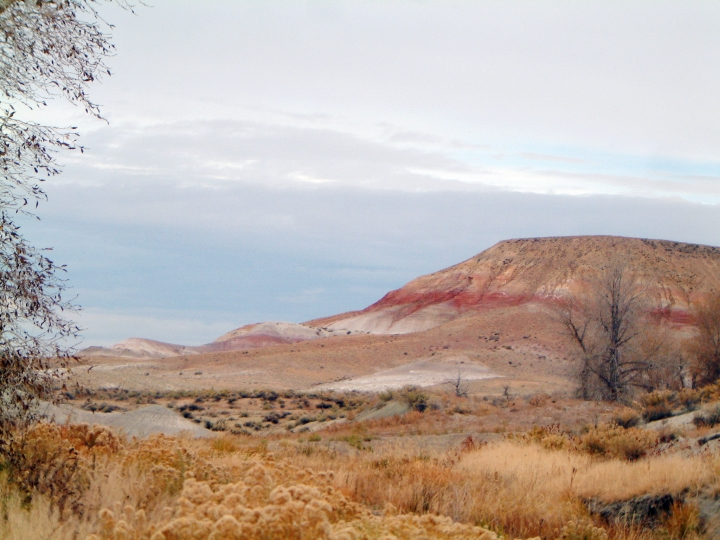
Formació de Cloverly, on fou trobat Sauropelta, a prop de Shell (Wyoming).

A principis de la dècada del 1930, el famós caçador de dinosaures i paleontòleg Barnum Brown recollí l'espècimen holotip de Sauropelta (l'esquelet parcial AMNH 3032) de la formació de Cloverly al comtat de Big Horn (Montana). La localitat es troba a la reserva índia Crow. Brown també descobrí dos espècimens més (AMNH 3035 i 3036). Aquest últim és un dels esquelets de nodosàurid més ben conservats coneguts per la ciència, inclou una gran quantitat d'armadura in situ i s'exhibeix al Museu Americà d'Història Natural de la ciutat de Nova York. AMNH 3035 conserva l'armadura cervical i la major part del crani, al qual només li falta el final del musell. Les expedicions de la dècada del 1960 dugueren John Ostrom del Museu Peabody d'Història Natural de la Universitat Yale a recuperar espècimens incomplets addicionals de la formació de Cloverly. A la dècada del 1970, Ostrom anomenà el gènere Sauropelta per classificar els espècimens trobats en ambdues expedicions.
Tot i que Ostrom anomenà l'espècie S. edwardsi, el nomenclaturista George Olshevsky corregí el nom a S. edwardsorum l'any 1991 per complir les regles de la gramàtica llatina.
Tot i l'anomenament de Sauropelta dos anys abans, l'any 1972 sorgí confusió quan el nom "Peltosaurus" fou publicat accidentalment en relació amb una fotografia de l'AMNH 3036. Tot i que Barnum Brown mai no publicà un nom o una descripció per les restes conegudes com a Sauropelta edwardsorum, "Peltosaurus" era el nom utilitzat informalment a les conferències i exposicions del museu. De totes maneres, el nom Peltosaurus ja havia estat emprat per un gènere de llangardaix de Nord-amèrica d'una branca extinta de la família moderna Anguidae (Elgaria i els llangardaixos de vidre sense potes) i no s'ha tornat a fer servir per denominar aquest dinosaure.
L'any 1999, Carpenter i col·laboradors descrigueren material d'un gran nodosàurid trobat a Utah, descobert en una unitat geològica de la formació de Cedar Mountain anomenada Poison Strip Sandstone, contemporània de la formació de Cloverly. Originalment, Carpenter es referí a aquesta troballa com una nova espècie de Sauropelta, però mai no fou anomenada. En publicacions més recents, Carpenter no s'ha tornat a referir a l'animal de Poison Strip com a Sauropelta, només com a membre de la família dels nodosàurids.
Altres troballes més recents però encara no descrites inclouen un crani complet procedent de la formació de Cloverly de Montana i un enorme esquelet fragmentari de la formació de Cedar Mountain de Utah. Aquestes troballes s'han publicat només com a sumaris per la conferència anual de la Societat de Paleontologia de Vertebrats, i es demostrarà si pertanyen o no a S. edwardsorum o a Sauropelta quan es publiquin formalment.

## Paleoecologia

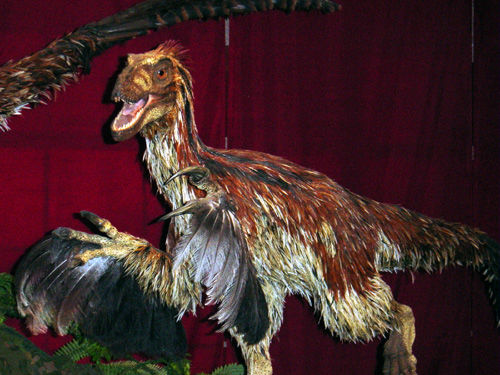
Deinonychus fou un dinosaure carnívor que convisqué amb Sauropelta.

Sauropelta és el gènere de nodosàurid més antic conegut. Tots els espècimens de S. edwardsorum foren recuperats de la secció mitjana de la formació de Cloverly de Wyoming i Montana, que daten d'entre l'Aptià i l'Albià inferior del Cretaci inferior, entre fa 115 i fa 110 milions d'anys. Sauropelta visqué a grans planes inundables al voltant de rius que desembocaven en una mar interior poc profunda al nord i l'est, transportant sediments erosionats de les muntanyes baixes de l'oest. Les inundacions periòdiques d'aquests rius cobrien les planes circumdants amb nous sediments fangosos, creant la formació de Cloverly i enterrant les restes de molts animals, alguns dels quals s'haurien fossilitzat. Al final dels temps de Cloverly, el mar poc profund s'hauria expandit fins a cobrir la regió sencera i finalment hauria partit Nord-amèrica per la meitat, formant el mar Niobrarà. Restes fòssils abundants de coníferes suggereixen que aquestes planes estaven cobertes de boscos. L'herba no evolucionaria fins a finals del Cretaci, de manera que Sauropelta i altres dinosaures herbívors del Cretaci inferior s'haurien alimentat de coníferes i cicadòfits. Els nodosàurids com Sauropelta tenien el musell estret, una adaptació que s'oberva avui en dia en animals herbívors d'alimentació selectiva, a diferència del dels animals no selectius.
Tot i que Sauropelta era una part important del gremi dels herbívors de Cloverly, el dinosaure herbívor més important de l'època fou el gran dinosaure ornitòpode Tenontosaurus. També convisqueren amb Sauropelta l'ornitòpode més petit Zephyrosaurus, sauròpodes titanosaures estranys i un tipus desconegut d'ornitomimosaure. El teròpode dromeosàurid Deinonychus probablement s'alimentava d'algun d'aquests herbívors, tot i que els depredadors alfa de Cloverly eren els grans teròpodes al·losauroïdeus. Aquests animals són coneguts únicament a partir de fragments, però podrien estar relacionades amb el seu contemporani, l'acrocantosaure de Texas i Oklahoma. També vivien peixos pulmonats, mamífers triconodonts i nombroses espècies de tortugues a Cloverly, mentre crocodilians rondaven els rius, llacs i aiguamolls, indicant que hi regnava un clima càlid tot l'any. La fauna del Juràssic superior, dominada per al·losauroïdeus, estegosaures i moltes varietats de sauròpodes enormes, deixà pas à l'època de Cloverly a una fauna del Cretaci inferior en què els dromeosaures, ornitòpodes i nodosàurids com Sauropelta ocupaven un punt dominant. Quan s'acabà l'època de Cloverly, una gran onada d'animals asiàtics, incloent-hi tiranosàurids, ceratops i ancilosàurids s'haurien dispersat cap a l'oest de Nord-amèrica, formant la barreja de fauna que s'oberva a tot el Cretaci superior.